# 大安楽寺
大安楽寺（だいあんらくじ）は、東京都中央区日本橋小伝馬町にある高野山真言宗の仏教寺院である。山号は新高野山。本尊は十一面観世音菩薩。江戸三十三観音札所第五番札所。

## 歴史
かつては一帯が伝馬町牢屋敷であり、当寺にも「江戸伝馬町処刑場跡」の碑が残っている。牢屋敷は1875年(明治8年)5月に市ヶ谷(市谷監獄)へと移ったものの、跡地は処刑場跡であることが嫌われ、荒れ果てたままであった。遡って1872年(明治5年)、この地に燐火が燃えるのを見た五大山不動院の住職であった大僧正の山科俊海は処刑場で亡くなった者たちを慰霊せんと勧進し、1875年(明治8年)に大倉喜八郎、安田善次郎らの寄進を受け創建されたのが大安楽寺である。寺名の大安楽寺の「大」は大倉、「安」は安田の名に由来する。翌1883年(明治16年)には高野山より弘法大師の像を遷座し、新高野山の山号を称した。しかし、1923年(大正12年)の関東大震災による火災で堂宇は焼失。1929年(昭和4年)に現在の規模で再建された。1954年(昭和29年)、都の史蹟指定をうける。

## 境内
- 延命地蔵尊
- 江戸八臂辯財天
- 宝安稲荷

## 交通
東京メトロ日比谷線小伝馬町駅より徒歩2分(2番線側エレベーター正面すぐ)